# Terremoto dell'Alaska del 2021
Il terremoto dell'Alaska del 2021 è un evento sismico che ha colpito la Penisola dell'Alaska il 29 luglio 2021 (28 luglio secondo il fuso orario dello stato) alle ore locali 22:15:49 (UTC-8). Il megasisma ha avuto una magnitudo momento di 8.2 e un'intensità VIII della scala MMS. Il National Oceanic and Atmospheric Administration aveva diramato un'allerta tsunami che è poi stata ritirata.
Questo è stato il terremoto più forte negli Stati Uniti dopo quello del 1964 e quello delle Isole Rat del 1965; inoltre è il quarantesimo più potente al mondo.

## Predisposizione tettonica
Il sisma si è verificato al largo della costa dell'Alaska, dove si trova la zona di subduzione delle Aleutine. Qui i margini convergenti della placca pacifica e di quella nordamericana sono in subduzione lungo 4.000 km e si muovono di 6,4 centimetri l'anno. In questa area si erano già verificati altri terremoti molto forti, tra cui quello dell'Alaska del 1964 che, con una magnitudo pari a 9.2, si piazza al secondo posto tra gli eventi sismici più forti del mondo.

## Scosse antecedenti
Il 22 luglio 2020, la stessa zona di subduzione generò un terremoto di Mw 7.8 che colpì la medesima regione dell'Alaska. Questa scossa è stata seguita da una altrettanto forte, di Mw 7.6, che colpì l'Alaska leggermente più a Sud il 20 ottobre 2020. Secondo l'USGS entrambe le scosse sono collegate a quella del 2021.

## L'evento sismico
La posizione, il meccanismo, la profondità e le grandi dimensioni dell'evento indicano che il terremoto è stato generato dallo slittamento delle due placche che sono in subduzione a circa 125 km a sud-est.
La scossa ha spaccato un'area di circa 200 km x 100 km ovvero 20.000 km2, con uno slittamento stimato di 2,5 – 3 m. Si pensa che la rottura sia avvenuta nella stessa zona di subduzione coinvolta in un evento simile avvenuto nel 1938.

## Tsunami
Il National Oceanic and Atmospheric Administration aveva diramato un'allerta tsunami circa 5 minuti dopo la scossa. Dopo 1 ora e 45 minuti l'allerta è stata degradata ad avviso e 3 ore dopo è stata ritirata.
L'onda anomala più alta, di 39,6 cm, è stata misurata ad Avila Beach, nella costa centrale della California. Ad Old Harbour, nelle Isole Kodiak, è stata segnalata una variazione del livello dell'acqua di 21,3 cm.

## Eventi
Di seguito, la lista dettagliata delle scosse telluriche registrate dal 29 luglio 2021, escludendo quelle di magnitudo inferiore a 5.0; le scosse più forti (di magnitudo maggiore o uguale a 6.0) sono evidenziate in blu.
| Data locale       | Ora locale (UTC-8) | Magnitudo | Profondità ipocentro | Epicentro  | Epicentro   |
| Data locale       | Ora locale (UTC-8) | Magnitudo | Profondità ipocentro | Latitudine | Longitudine |
| ----------------- | ------------------ | --------- | -------------------- | ---------- | ----------- |
| 28 luglio 2021    | 22:15:49           | 8.2       | 35.0                 | 55.364     | 157.888     |
| 28 luglio 2021    | 22:19:27           | 5.5       | 18.4                 | 55.102     | 158.237     |
| 28 luglio 2021    | 22:20:44           | 5.1       | 35.0                 | 55.222     | 157.795     |
| 28 luglio 2021    | 22:23:02           | 5.7       | 35.0                 | 55.876     | 156.992     |
| 28 luglio 2021    | 23:23:27           | 5.9       | 0.8                  | 55.373     | 157.205     |
| 28 luglio 2021    | 22:28:49           | 5.3       | 35.0                 | 55.153     | 157.604     |
| 28 luglio 2021    | 22:32:33           | 5.4       | 2.9                  | 55.255     | 156.768     |
| 29 luglio 2021    | 08:09:11           | 5.1       | 36.3                 | 55.168     | 156.946     |
| 29 luglio 2021    | 12:30:34           | 5.0       | 28.9                 | 55.362     | 156.855     |
| 29 luglio 2021    | 12:32:43           | 5.4       | 20.8                 | 55.215     | 156.759     |
| 29 luglio 2021    | 19:52:15           | 5.5       | 43.4                 | 55.334     | 156.961     |
| 14 agosto 2021    | 03:57:43           | 6.9       | 20.7                 | 55.177     | 157.644     |
| 16 settembre 2021 | 09:51:55           | 5.6       | 36.5                 | 55.029     | 156.490     |
| 16 settembre 2021 | 15:05:06           | 5.0       | 40.9                 | 54.911     | 156.275     |
| 11 ottobre 2021   | 01:10:24           | 6.9       | 69.1                 | 56.258     | 156.553     |
| 28 ottobre 2021   | 11:06:56           | 5.1       | 28.0                 | 55.073     | 158.837     |
| 31 ottobre 2021   | 07:37:46           | 5.6       | 25.0                 | 54.906     | 158.715     |
| 3 novembre 2021   | 23:57:06           | 5.2       | 39.3                 | 52.668     | 167.932     |
| 4 dicembre 2021   | 16:01:21           | 5.2       | 10.0                 | 51.937     | 167.066     |
| 21 dicembre 2021  | 13:42:15           | 5.9       | 151.2                | 60.124     | 153.274     |
| 7 gennaio 2022    | 23:16:43           | 5.2       | 37.4                 | 60.418     | 140.486     |
| 11 gennaio 2022   | 02:35:46           | 6.8       | 22.3                 | 52.656     | 167.917     |
| 11 gennaio 2022   | 02:45:55           | 5.4       | 32.2                 | 52.502     | 168.020     |
| 11 gennaio 2022   | 03:39:31           | 6.6       | 11.2                 | 52.605     | 168.155     |
| 11 gennaio 2022   | 03:53:49           | 5.8       | 45.0                 | 52.655     | 168.053     |
| 20 gennaio 2022   | 20:18:26           | 5.1       | 117.3                | 60.321     | 152.372     |
| 21 gennaio 2022   | 20:17:06           | 6.2       | 42.8                 | 53.316     | 166.751     |
| 23 gennaio 2022   | 21:09:22           | 5.0       | 43.8                 | 53.279     | 166.794     |